# Новобелокатай
Новобелоката́й (баш. Яңы Балаҡатай) — село в Республике Башкортостан, административный центр Белокатайского района и Новобелокатайского сельсовета.

## География
Расположено в предгорьях Урала на реке Большой Ик в месте впадения в неё реки Васелга, в 210 км к северо-востоку от Уфы (341 км по автодорогам) и в 30 км к западу от железнодорожной станции Ункурда. Неподалёку находятся Белокатайское водохранилище и Белокатайский заказник.

## История
Село основано русскими переселенцами из Красноуфимского и Кунгурского уездов. Впервые упоминается в документах с 1804 года когда был заключен первый договор с башкирами-вотчинниками об аренде земли. Село берет свое начало с улицы Красная Горка, где ранее образовалась деревня Малухина, позже переросшая в Новый Белокатай .
Село входило в Емашинскую, Старобелокатайскую (с 1886 года) волости. Во второй половине XIX века в селе были кузница, мельницы, кожевенное заведение и маслобойня. В 1896 году отмечалось, что Новый Белокатай стал селом благодаря тому, что в нём появилась церковь .
В начале XX века село было одним из самых крупных и богатых в Златоустовском уезде, Уфимской губернии. В годы Гражданской войны в селе происходили бои в 1918–1919 годах. Окончательное установление Советской власти в Новом Белокатае произошла в 1919 году.
В 1930 году село становится центром вновь созданного района, и в нём разместились многочисленные районные органы руководства и учреждения. В годы Великой Отечественной войны более 600 человек ушли на фронт из них более 200 человек погибли .

## Население
| 1959 | 1970  | 1979  | 1989  | 2002  | 2009  | 2010  | 2021  |
| ---- | ----- | ----- | ----- | ----- | ----- | ----- | ----- |
| 2531 | ↗4260 | ↗5784 | ↘5270 | ↗5912 | ↗6446 | ↘5961 | ↘5830 |

Национальный состав
Согласно переписи 2002 года, преобладающие национальности — русские (63,3 %), башкиры (29,6 %).
Согласно переписи 2020 года, преобладающие национальности — русские (59,6 %), башкиры (34,3 %).

## Экономика
В селе расположены маслосыродельный комбинат. Развиты сельскохозяйственные и промышленные сферы: пищевая, лесозаготовительная, лесоперерабатывающая отрасли и молочно-мясное скотоводство.

## Образование
Колледж:
- Филиал ГБПОУ Дуванский многопрофильный колледж

Школы:
- МБОУ СОШ № 1
- МБОУ СОШ № 2

## Религия
Православные храмы:
- Церковь Михаила Архангела

Мечети:
- Мечеть

## Известные люди
- Крохалёв, Фёдор Сергеевич (1902–1989) — советский учёный-экономист, доктор экономических наук, профессор Московской сельскохозяйственной академии имени К. А. Тимирязева.
- Кузнецов Леонид Иванович (1947) — генерал-лейтенант. 1998 года начальник регионального управления ФСБ по Красноярскому краю. 2001-2006 годах заместитель полномочного представителя Президента Российской Федерации в Уральском федеральном округе.
- Малухин, Павел Матвеевич (1936–1996) — советский и российский спортсмен. Мастер спорта СССР по лыжным гонкам.

## Радиостанции
- 66,86 МГц — Радио России (Месягутово);
- 101,5 МГц — Спутник FM;
- 103,2 МГц — Радио Юлдаш;
- 105,8 МГц — Радио Юлдаш (Месягутово);
- 107,7 МГц — Спутник FM (Месягутово).